# Mondgas
Mondgas ist ein Wasser-Kohlegas, das in der Vergangenheit zur Gewinnung von Ammoniak und als Brenngas verwendet wurde.
Dieses Mischgas ist benannt nach seinem Entdecker Ludwig Mond, einem britischen Chemiker und Industriellen deutscher Herkunft.
Im 19. und 20. Jahrhundert war es ein häufig verwendetes und bekanntes
Kokereierzeugnis. Benutzt wurde das Gas in Kokereien und Hochöfen der Stahlindustrie. Durch Vergasung gasreicher Steinkohle mit Luft in Gegenwart von überschüssigem, überhitztem Kühlwasserdampf bei möglichst niedriger Temperatur entstand ein Gas, mit dem jederzeit die Temperatur im Ofen aufrechterhalten werden konnte. Bei seiner Verbrennung bestand Explosionsgefahr.
Alternativ kann es aus bituminösem Schiefer unter Anwendung von Wasserdampf und Ammoniak gewonnen werden.
Mondgas hat einen hohen Gehalt an Wasserstoff, Kohlenmonoxid, Ammoniak und flüchtigem Teer und bei Standardbedingungen einen Heizwert von 3,3 bis 6,3 MJ/m³.